# Горњи Страњани
Горњи Страњани је село изнад Бродарева на обронцима планине Јадовника, у близини Пријепоља. Налази се у општини Пријепоље у Златиборском округу. Према попису из 2022. било је 32 становника. У близини се налазе и Доњи Страњани, а цео крај се назива страњански крај.

## Привреда у Горњим Страњанима
Становништво Горњих Страњана бави се земљорадњом и сточарством. Људи сеју следеће житарице:
- пшеницу, јечам, кукуруз, раж, овас, хељду, крупник, и др.

Од поврћа у Страњанима успева:
- пасуљ, боранија, лук, купус, парадајз, краставац, зелена салата, спанаћ, шаргарепа, першун, цвекла.

Од воћа се гаје:
- јабуке, ситне трешње, крушке јеребасме – водењаче, туршије које још називају страњанке, дивље крушке које се користе за производњу ракије, шљиве ранке и пожешке, а има и понеки орах.

Страњанци су били одувек добри сточари, првенствено у гајењу оваца. Само су Новосели некада имали до 500 оваца. Због тога што нису могли обезбеђивати довољно хране у зимском периоду, временом се број грла стоке смањивао. Као теглећу снагу гајили су и коње. За личну потребу гајили су свиње и кокошке.

## Подела Горњих Страњана
Област Горњих Страњана дели се на два дела:
- Планински део
- Потпланински део

### Планински део
Горњи или планински део обухвата следеће локалитете:
- Стијене, Клисура, Путеви, Помолкорита, Јазавчева јама, Кршева, Корита, Пландишта, Брдо, Колибишта, Катрануша, Чадори, Омарић, Дугачка долина, Омари, Дубока долина, Поврчеста, Масна пољана, Бродаревско поље, Метаљка, Котлина, Доња корита, Млаква, Адемове долине, Присоја, Руда, Стрикуша, Новоселско поље, Милушино поље, Бакуша, Симићуша, Изба, Сиљев крш, Бошковина, Јањино поље, Орлов крш, Смрдан.

### Потпланински део
Доњи или потпланински део обухвата следеће локалитете:
- Чпаја (Шпаја), Двориште, Шанац, Прло, Стрменац, Пољачице, Замјери, Љељен, Бобовац, Мандића коса, Крушевље, Поповића колибе, Вјетровуша, Љетине, Торине, Бровице, Пропадовина, Велика ливада, Пукла стијена, Гарабиновићи, Закова ливада, Црна стијена, Дубоки поток, Дрвљаник, Лијешћа, Кујова главица, Рњеч, Клековац, Жути пут, Точило, Вранића окућница, Вранића гумно, Вранића башта, Вранића раван, Осредак, Подстјене, Ђавоља пећина, Стијене, Аџиков бријег, Симића долина, Врело, Клијен, Потоци, Рупе, Ракита, Рашће (гробље), Окућница, Крижевац, Бријег Широки пут, Клеке, Зејачке колибе, Клисура, Крст, Исодклека, Равне, Цијепац, Посклад, Јаслар, Међа.

## Демографија
У селу је постојала основна школа, основана 1900, а затворена у лето 2015. године. Пред затварање у ову шклу је ишао један ђак.
У насељу Горњи Страњани живи 77 пунолетних становника, а просечна старост становништва износи 50,1 година (47,2 код мушкараца и 53,7 код жена). У насељу има 33 домаћинства, а просечан број чланова по домаћинству је 2,58.
Ово насеље је великим делом насељено Србима (према попису из 2002. године).
|  |

| Демографија | Демографија | Демографија |
| Година      | Становника  | Становника  |
| ----------- | ----------- | ----------- |
| 1948.       | 377         |             |
| 1953.       | 399         |             |
| 1961.       | 394         |             |
| 1971.       | 349         |             |
| 1981.       | 208         |             |
| 1991.       | 127         | 127         |
| 2002.       | 85          | 85          |

| Етнички састав према попису из 2002.‍ | Етнички састав према попису из 2002.‍ | Етнички састав према попису из 2002.‍ | Етнички састав према попису из 2002.‍ | Етнички састав према попису из 2002.‍ |
| ------------------------------------ | ------------------------------------ | ------------------------------------ | ------------------------------------ | ------------------------------------ |
|                                      |                                      |                                      |                                      |                                      |
| Срби                                 | Срби                                 |                                      | 84                                   | 98,82%                               |
| Црногорци                            | Црногорци                            |                                      | 1                                    | 1,17%                                |
| непознато                            | непознато                            |                                      | 0                                    | 0,0%                                 |

| Година пописа     | 1948. | 1953. | 1961. | 1971. | 1981. | 1991. | 2002. |
| ----------------- | ----- | ----- | ----- | ----- | ----- | ----- | ----- |
| Број домаћинстава | 65    | 63    | 69    | 75    | 54    | 41    | 33    |

| Број чланова      | 1 | 2  | 3 | 4 | 5 | 6 | 7 | 8 | 9 | 10 и више | Просек |
| ----------------- | - | -- | - | - | - | - | - | - | - | --------- | ------ |
| Број домаћинстава | 6 | 16 | 5 | 1 | 2 | 3 | 0 | 0 | 0 | 0         | 2,58   |

| Пол    | Укупно | Неожењен/Неудата | Ожењен/Удата | Удовац/Удовица | Разведен/Разведена | Непознато |
| ------ | ------ | ---------------- | ------------ | -------------- | ------------------ | --------- |
| Мушки  | 42     | 16               | 19           | 6              | 1                  | 0         |
| Женски | 37     | 9                | 18           | 9              | 1                  | 0         |
| УКУПНО | 79     | 25               | 37           | 15             | 2                  | 0         |

| Пол    | Укупно                    | Пољопривреда, лов и шумарство | Рибарство                            | Вађење руде и камена | Прерађивачка индустрија       |
| ------ | ------------------------- | ----------------------------- | ------------------------------------ | -------------------- | ----------------------------- |
| Мушки  | 32                        | 26                            | 0                                    | 0                    | 1                             |
| Женски | 31                        | 29                            | 0                                    | 0                    | 1                             |
| УКУПНО | 63                        | 55                            | 0                                    | 0                    | 2                             |
| Пол    | Производња и снабдевање   | Грађевинарство                | Трговина                             | Хотели и ресторани   | Саобраћај, складиштење и везе |
| Мушки  | 0                         | 0                             | 0                                    | 0                    | 0                             |
| Женски | 0                         | 0                             | 0                                    | 0                    | 0                             |
| УКУПНО | 0                         | 0                             | 0                                    | 0                    | 0                             |
| Пол    | Финансијско посредовање   | Некретнине                    | Државна управа и одбрана             | Образовање           | Здравствени и социјални рад   |
| Мушки  | 0                         | 0                             | 2                                    | 3                    | 0                             |
| Женски | 0                         | 0                             | 1                                    | 0                    | 0                             |
| УКУПНО | 0                         | 0                             | 3                                    | 3                    | 0                             |
| Пол    | Остале услужне активности | Приватна домаћинства          | Екстериторијалне организације и тела | Непознато            | Непознато                     |
| Мушки  | 0                         | 0                             | 0                                    | 0                    | 0                             |
| Женски | 0                         | 0                             | 0                                    | 0                    | 0                             |
| УКУПНО | 0                         | 0                             | 0                                    | 0                    | 0                             |